# Селищенська сільська рада (Носівський район)
Се́лищенська сільська́ ра́да — адміністративно-територіальна одиниця та орган місцевого самоврядування в Носівському районі Чернігівської області. Адміністративний центр — село Селище.

## Загальні відомості
Селищенська сільська рада утворена у 1919 році.
- Територія ради: 59,577 км²
- Населення ради: 946 осіб (станом на 2001 рік)

## Населені пункти
Сільській раді підпорядковані населені пункти:
- с. Селище
- с. Киселівка
- с. Роздольне

## Склад ради
Рада складається з 12 депутатів та голови.
- Голова ради: Петренко Леонід Олександрович
- Секретар ради: Нець Надія Іванівна

### Керівний склад попередніх скликань
| Прізвище, ім'я, по батькові   | Основні відомості                                                         | Дата обрання | Дата звільнення |
| ----------------------------- | ------------------------------------------------------------------------- | ------------ | --------------- |
| Петренко Леонід Олександрович | Сільський голова, 1962 року народження, освіта вища, член Народної партії | 26.03.2006   | 31.10.2010      |
| Петренко Леонід Олександрович | Сільський голова, 1962 року народження, освіта вища, безпартійний         | 31.10.2010   |                 |

Примітка: таблиця складена за даними сайту Верховної Ради України

### Депутати
За результатами місцевих виборів 2010 року депутатами ради стали:

#### За суб'єктами висування
| Суб'єкт висування | Кількість обраних депутатів | %    |
| ----------------- | --------------------------- | ---- |
| Партія регіонів   | 8                           | 66,7 |
| Самовисування     | 4                           | 33,3 |

#### За округами
| № округу        | Прізвище, ім'я, по батькові    | Дата визнання обраним | Освіта             | Партійна приналежність | Відомості про обраного депутата                          |
| --------------- | ------------------------------ | --------------------- | ------------------ | ---------------------- | -------------------------------------------------------- |
| Партія регіонів |                                |                       |                    |                        |                                                          |
| 1               | Нець Надія Іванівна            | 02.11.2010            | середня            | позапартійна           | Селищенська сільська рада, секретар                      |
| 6               | Ширіпа Надія Олексіївна        | 02.11.2010            | середня спеціальна | член Партії регіонів   | ільський клубСс. Роздольне, завідувачка                  |
| 7               | Гордієнко Світлана Миколаївна  | 02.11.2010            | середня            | позапартійна           | тимчасово не працює                                      |
| 8               | Гребеник Валентина Григорівна  | 02.11.2010            | середня спеціальна | позапартійна           | Селищенський фельдшерсько-акушерський пункт, завідувачка |
| 9               | Ольховик Наталія Володимирівна | 02.11.2010            | середня спеціальна | позапартійна           | Селищенська сільська рада, головний бухгалтер            |
| 10              | Туровець Світлана Василівна    | 02.11.2010            | середня            | позапартійна           | тимчасово не працює                                      |
| 11              | Чекан Ольга Григорівна         | 02.11.2010            | середня            | позапартійна           | Селищенське відділення зв'язку, листоноша                |
| 12              | Ярош Тетяна Іванівна           | 02.11.2010            | вища               | позапартійна           | Селищенська Загальноосвітня школа І-ІІ ст., вчитель      |
| Самовисування   |                                |                       |                    |                        |                                                          |
| 2               | Бойко Ольга Миколаївна         | 02.11.2010            | середня            | позапартійна           | ТОВ ім. Стратілата, вагар                                |
| 3               | Глущенко Оксана Іванівна       | 02.11.2010            | середня спеціальна | позапартійна           | ТОВ ім. Стратілата, завідувачка                          |
| 4               | Святна Тетяна Олексіївна       | 02.11.2010            | середня спеціальна | позапартійна           | ТОВ ім. Стратілата, бухгалтер                            |
| 5               | Петренко Олена Олексіївна      | 02.11.2010            | середня            | позапартійна           | Сільська бібліотека с. Роздольне, завідувачка            |